# Astragalus kazbeki
Astragalus kazbeki es una especie de planta del género Astragalus, de la familia de las leguminosas, orden Fabales.

## Distribución
Astragalus kazbeki se distribuye por Gruzia y Rusia.

## Taxonomía
Fue descrita científicamente por Kharadze. Fue publicada en Bull. Acad. Sci. Georg. SSR iii. 702 (1942).